# ProPotsdam

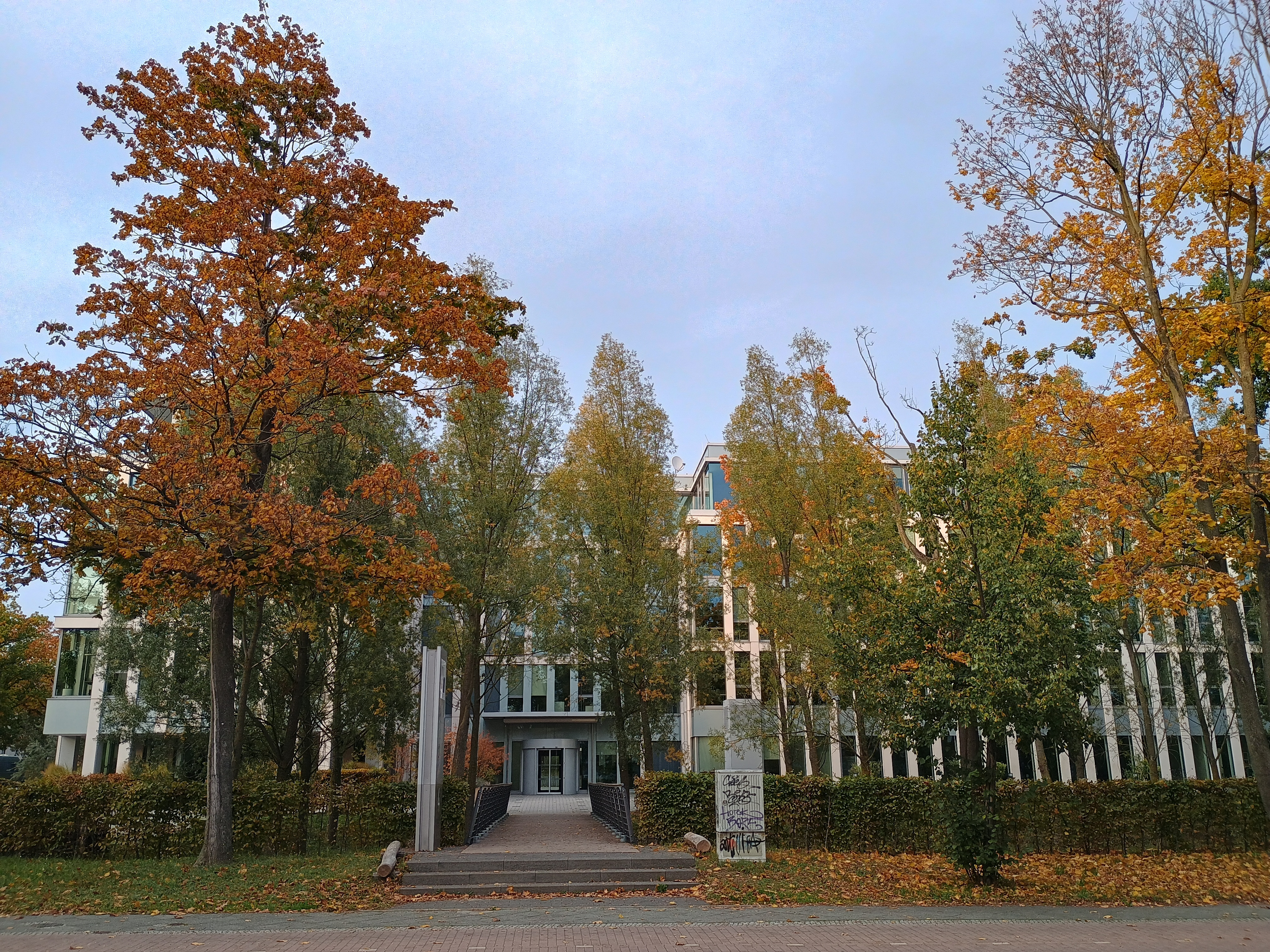
Hauptsitz in der Pappellee

ProPotsdam ist ein stadteigener und vermögenshaltender Unternehmensverbund der brandenburgischen Landeshauptstadt Potsdam. Als Unternehmensverbund erbringt ProPotsdam  auch Dienstleistungen in den Bereichen Städtebau, Stadtentwicklung und Stadtsanierung sowie Stadttourismus und Spenden-Sponsoring-Engagement.
Neben der Verwaltung und Bewirtschaftung des überwiegend aus Mietwohnungen bestehenden Immobilienbestandes durch die Gewoba Wohnungsverwaltungsgesellschaft mbH besorgt die ProPotsdam die Geschäfte des Entwicklungsträgers Bornstedter Feld und des Sanierungsträgers Potsdam, betreibt im Auftrag des Landeshauptstadt den Volkspark Potsdam, den Neuen Lustgarten und die Biosphäre Potsdam, befasst sich im Auftrag der Landeshauptstadt mit der Entwicklung des Areals auf dem ehemaligen Kasernengelände Krampnitz sowie der Entwicklung des Luftschiffhafens mit seinem Sportpark und dem Olympiastützpunkt und nimmt Dienstleistungsaufgaben für das Tourismus- und Kulturmarketing der Landeshauptstadt wahr. Aufgaben der Quartiersarbeit und des Quartiersmanagement realisiert die ProPotsdam über die 2019 neu gründete Soziale Stadt ProPotsdam gGmbH.
Geschäftsführer sind Jörn-Michael Westphal und Bert Nicke. Seit dem 4. September 2019 ist die Beigeordnete der Landeshauptstadt Potsdam für Ordnung, Sicherheit, Soziales und Gesundheit, Brigitte Meier, die Aufsichtsratsvorsitzende.
Als kommunales Wohnungsunternehmen hat die ProPotsdam den Auftrag, breite Schichten der Bevölkerung mit Wohnraum zu versorgen. ProPotsdam hat einen lokalen Marktanteil von rund 20 %. Zielvereinbarungen zwischen der Landeshaupt und der ProPotsdam werden über ein Balanced-Scorecard-Verfahren getroffen, über das sich der Unternehmensverbund zum Neubau von Wohnungen, zur energetischen und demografiegerechten Sanierung der Bestände und zur Bereitstellung von jährlich 600 Wohnungen mit Mietpreis- und Belegungsbindungen verpflichtet hat.
Vor dem Hintergrund der Rückläufigkeit der Wohnbauförderung und des Auslaufens vieler Belegungsbindungen hatte die ProPotsdam bereits 2012 und 2013 Vereinbarungen mit der Landeshauptstadt und dem Land Brandenburg zum Erhalt von preiswertem Wohnraum für Haushalte mit niedrigem Einkommen getroffen. Ermöglicht werden sollte die Sicherung von Sozialwohnungen unter anderem über das von der Landeshauptstadt Potsdam und der ProPotsdam entwickelte sogenannte „Potsdamer Modell“, das eine flexible Festlegung von Belegungsbindungen im Gesamtbestand des Wohnungsunternehmens vorsieht.
Zu den Maßnahmen einer sozialen Wohnungspolitik zählen zudem eine 2012 von der Potsdamer Stadtverordnetenversammlung beschlossene „Mietpreisbremse“, die für die kommunalen Wohnungen eine reduzierte Modernisierungsumlage und eine zusätzliche Begrenzung der gesetzlich möglichen Mietsteigerungen vorsieht, sowie mehrere von der ProPotsdam eingeführte Bonusprogramme zur Unterstützung der Bezahlbarkeit von Wohnungen, wie etwa der „Kinder- und Familienbonus“ oder der „Wohnflächenbonus“, der sich an ältere Menschen richtet, die ihre große gegen eine kleinere Wohnung eintauschen wollen. 2022 wurde auf Beschluss der Stadtverordnetenversammlung mit dem „ProPotsdam-Bonus“ zudem ein neues Wohnungsvergabesystem eingeführt, das bestimmte Personengruppen – etwa von Verdrängung bedrohte Potsdamerinnen und Potsdamer, Studierende und Auszubildende oder Menschen mit einer Behinderung oder einem Pflegebedarf – begünstigen soll.
ProPotsdam ist Mitglied im Arbeitskreis StadtSpuren, ein Zusammenschluss der sozialen Wohnungswirtschaft in Potsdam, in dem neben der ProPotsdam sieben Potsdamer Wohnungsbaugenossenschaften und das Studentenwerk Potsdam mitwirken. Die im Arbeitskreis kooperierenden Wohnungsunternehmen verfügen zusammengenommen über etwa 40 Prozent aller Mietwohnungen in Potsdam und haben eigenen Angaben zufolge aufgrund ihrer sozial orientierten Mietenkalkulation einen mietpreisdämpfenden Einfluss auf den Potsdamer Wohnungsmarkt. Zu den größeren Neubauprojekten der ProPotsdam im sozialen Wohnungsbau zählen die Entwicklung des ehemaligen Tramdepots in der Teltower Vorstadt und das neu entstehende Quartier an der Roten Kaserne West im Bornstedter Feld.
Neben der Sicherung bezahlbaren Wohnens gehören auch die Umsetzung des „Masterplan 100% Klimaschutz 2050“ der Landeshauptstadt Potsdam und eine damit verbundene Dekarbonisierungsstrategie zu den Zielen der ProPotsdam. Mit ihren „ProKlima“-Maßnahmen der energetischen Sanierung und der Umstellung auf Ökostrom und erneuerbare Energien verfolgt die ProPotsdam das Ziel eines klimaneutralen Gebäudebestands vor 2050. Ein mehrfach ausgezeichnetes Pilotprojekt ist dabei die von der ProPotsdam angestoßene und in Kooperation mit der Landeshauptstadt Potsdam und den Stadtwerken realisierte Umgestaltung der DDR-Plattenbausiedlung Drewitz zu einer emissionsarmen Gartenstadt.
ProPotsdam ist Gründungsmitglied der Initiative „Wohnen.2050“, ein bundesweiter Zusammenschluss von Wohnungsunternehmen, deren gemeinsames Ziel es ist, bis 2050 einen klimaneutralen Gebäudebestand zu erreichen. Als Mitglied der Wirtschaftsinitiative „EntrepreneursForFuture“ setzt sich das Unternehmen für die Umsetzung von Klimaschutzmaßnahmen ein und unterstützt die FridaysForFuture-Bewegung.
Zu den Unternehmensaufgaben der ProPotsdam gehört auch die Förderung des ehrenamtlichen Engagements und die soziale Quartiersentwicklung in Form einer finanziellen Förderung von Einrichtungen, Sportvereinen, Projekten und Veranstaltungen, die in jährlichen Sponsoringberichten dokumentiert ist. Als Mitglied des Potsdamer Aktionsbündnis „Potsdam! bekennt Farbe“ setzt sich die ProPotsdam für ein tolerantes und weltoffenes Potsdam ein und unterstützt die Unterbringung und Integration von Geflüchteten in ihren Wohnquartieren.

## Unternehmensstruktur
Der Unternehmensverbund umfasst die ProPotsdam GmbH als vermögenshaltende Dachgesellschaft mit folgenden Tochtergesellschaften:
- ProPotsdam Wohnen GmbH
- Entwicklungsträger Bornstedter Feld GmbH (ETBF)
- Baugesellschaft Bornstedter Feld mbH (BBF)
- Sanierungsträger Potsdam GmbH (STP)
- Entwicklungsträger Potsdam GmbH (ETP)
- ProPotsdam Naturerlebnis GmbH
- Potsdam Marketing und Service GmbH (PMSG)
- Luftschiffhafen Potsdam GmbH (LSH)
- Soziale Stadt ProPotsdam gGmbH

## ProPotsdam Wohnen GmbH
Die Gemeinnützige Wohn- und Baugesellschaft Potsdam mbH (GEWOBA WVP) wurde am 6. September 1990 gegründet. Das Unternehmen ging aus dem VEB Gebäudewirtschaft Potsdam hervor und gehörte seit 2006 als 100-prozentige Tochtergesellschaft zum kommunalen Unternehmensverbund ProPotsdam GmbH. Am 21. November 2024 wurde die GEWOBA WVP offiziell umbenannt und firmiert fortan als ProPotsdam Wohnen GmbH. Das Tochterunternehmen führt die bisherigen Aufgaben der GEWOBA WVP fort. Die Geschäftsführung besteht aus Jörn-Michael Westphal, Gregor Heilmann und Bianca Künkel. Zuständig ist die ProPotsdam Wohnen für die Bewirtschaftung und Verwaltung des Wohnungsbestandes der ProPotsdam GmbH. Mit einem Bestand von rund 18.000 Wohnungen ist die ProPotsdam Wohnen der größte Wohnungsanbieter der Landeshauptstadt Potsdam. Den größten Anteil am Wohnungsbestand haben Plattenbauten, die zwischen 1970 und 1990 errichtet worden sind.
Neben der Bewirtschaftung und Verwaltung des Wohnungsbestandes der ProPotsdam GmbH engagiert sich die ProPotsdam Wohnen auch in den Wohngebieten. Zu ihren Aufgaben zählen die die Förderung nachbarschaftlicher Projekte und die Entwicklung von bedarfsgerechten Angeboten.
Zu den erfolgreich realisierten Wohnprojekten zählen etwa das in Kooperation mit der Fachhochschule Potsdam entwickelte Gemeinschaftswohnprojekt „Freude an der Gemeinschaft“ in der Gartenstadt Drewitz sowie das generationsübergreifende Mietwohnprojekt Konvoi.Potsdam im Bornstedter Feld. Für das Wohnprojekt „Freude an der Gemeinschaft“ hat das Unternehmen insgesamt 43 Ein- bis Drei-Zimmer-Wohnungen in der sogenannten „Rolle“ (Konrad-Wolf-Allee 39–45) zur Verfügung gestellt sowie einen Mehrzweckraum und eine Gemeinschaftswohnung. Im Rahmen des Mietwohnprojektes Konvoi errichtete der Unternehmensverbund 2013 in der Bartholomäus-Neumann-Straße 24 barrierearme Wohnungen, die mit unterschiedlichen Wohnungsgrößen (Eineinhalb- bis Vier-Zimmer-Wohnungen) Platz für verschiedene Haushaltsformen bieten. Im März 2014 erhielt das Konvoi-Projekt vom Verband Berlin-Brandenburgischer Wohnungsunternehmen (BBU) den BBU-Preis unter dem Motto „Demografiefest gestalten“. Die Gründerin des Konvoi.Potsdam e. V., Friderun Schreiber, wurde im selben Jahr mit dem Potsdamer Ehrenamtspreis ausgezeichnet. Der Ehrenamtspreis wird seit 2007 von der Stadt Potsdam gemeinsam mit der ProPotsdam GmbH und dem Verein Soziale Stadt Potsdam e. V. vergeben.

## Entwicklungsträger Bornstedter Feld GmbH
Die Entwicklungsträger Bornstedter Feld GmbH (ETBF) wurde 1993 gegründet und ist eine 90,1-prozentige Tochtergesellschaft der ProPotsdam GmbH. Die übrigen 9,9 Prozent hält die Mittelbrandenburgische Sparkasse in Potsdam. Zuständig ist der ETBF für die Vorbereitung und Durchführung städtebaulicher Entwicklungsmaßnahmen im Entwicklungsbereich Bornstedter Feld.
Die Entwicklung der rund 300 Hektar großen ehemaligen Militärfläche für „zivile Zwecke, insbesondere für die Schaffung von Wohnungen und Arbeitsstätten“ wurde von der Landeshauptstadt Potsdam 1991 im „Satzungsbeschluss Entwicklungsbereich Bornstedter Feld“ festgelegt. Seit 1993 entsteht im Bornstedter Feld ein neuer Stadtteil für bis zu 15.500 Bewohner mit Gewerbeflächen für etwa 5.000 Arbeitsplätze. 2002 wurde die Entwicklung des Bornstedter Feldes mit dem Deutschen Städtebaupreis ausgezeichnet.
2022 hat der Entwicklungsträger Bornstedter Feld die Ergebnisse einer umfangreichen, repräsentativen Haushaltsbefragung veröffentlicht. Mehr als ein Fünftel der Bewohner hat an der Befragung teilgenommen. Die Lebensqualität im Stadtteil wird als sehr hoch eingeschätzt: So gaben beispielsweise 93 % der Befragten an, dass sie ihren Wohnort weiterempfehlen würden.

## Entwicklungsträger Potsdam GmbH
Die Entwicklungsträger Potsdam GmbH wurde 2013 als hundertprozentige Tochtergesellschaft der ProPotsdam gegründet und von der Stadt Potsdam damit beauftragt, als treuhänderischer Entwicklungsträger eine städtebauliche Entwicklungsmaßnahme im festgelegten Entwicklungsbereich „Krampnitz“ durchzuführen. Dem ging am 5. Juni 2013 ein Beschluss der Stadtverordnetenversammlung voraus, das Areal der ehemaligen Kaserne Krampnitz zu einem Stadtquartier zu entwickeln.

### Entwicklungsbereich Krampnitz
Bis Ende der 2030er Jahre soll auf dem 140 Hektar großen Gelände in Krampnitz ein Stadtquartier für bis zu 10.000 Einwohner und Platz für 3.000 Arbeitsplätze entstehen. 2018 führte der Entwicklungsträger im Auftrag der Stadt Potsdam einen offenen, zweiphasigen städtebaulichen Realisierungswettbewerb „Wohnen in Potsdam Krampnitz“ durch. Ziel des Wettbewerbs war es, ökologisch, wirtschaftlich und sozial nachhaltige Konzepte für die Entwicklung des Stadtquartiers zu finden. Als Sieger des Wettbewerbs wurde 2018 das Berliner Stadtplanungsbüro Machleidt gemeinsam mit den Büros SINAI Gesellschaft von Landschaftsarchitekten, SHP Ingenieure, Winkelmüller Architekten und Performative Architektur mit der Erarbeitung eines Masterplans für dieses Stadtquartier beauftragt.
Der Masterplan wurde im April 2019 von den Stadtverordneten beschlossen und dient als Grundlage für die planerische Entwicklung des Areals in den Bereichen Städtebau, Freianlagen, Mobilität, soziale Infrastruktur und Flächennutzung (Nutzungsmix Wohnen und Gewerbe).
Das Bergviertel, eine Siedlung aus den 1930er Jahren mit denkmalgeschützten und stark sanierungsbedürftigen Häusern, die damals zur Unterbringung von Unteroffizieren und des zivilen Personals dienten, war von Beginn an Teil der städtebaulichen Entwicklung des „Stadtquartiers Potsdam-Krampnitz“. Hierfür wurde im Mai 2019 ein Wettbewerbsverfahren mit vier eingeladenen Büros gestartet, die in einem kooperativen Prozess Ideen für einen städtebaulichen Masterplan des Bergviertels entwickeln sollten. Den Siegerentwurf hat das Büro Cityförster Architecture + Urbanism aus Hannover erarbeitet.
Ein Mix aus Geschosswohnungsbauten und Reihenhäuser sowohl im denkmalgeschützten Bestand als auch in Neubauten soll Wohnraum für unterschiedliche Bevölkerungsschichten bieten. Hierbei sind verschiedene Wohnangebote wie Eigentumswohnungen und geförderter Mietwohnungsbau, Mehrgenerationenwohnen und Wohngemeinschaften vorgesehen. Von den ca. 4.900 geplanten Wohneinheiten sollen 25 Prozent als sozialer Wohnungsbau realisiert werden. Im benachbarten Bergviertel sollen bis zu 600 Wohnungen genossenschaftlich errichtet werden. Im Bereich der sozialen Infrastruktur sind sieben Kindertagesstätten, zwei Grundschulen mit Hort, eine Gesamtschule mit gymnasialer Oberstufe sowie ergänzende Angebote in Form von Sportanlagen, einem Jugendclub und einem Stadtteilzentrum vorgesehen. Der Entwicklungsträger Potsdam ist Bauherr der ersten Grundschule, die in zwei Bestandsgebäuden und einem ergänzenden Neubau errichtet wird. Rund ein Fünftel der Geschossflächen im Quartier soll für gewerbliche Nutzungen geeignet sein und ein Potenzial von bis zu 3.000 Arbeitsplätzen bieten. Die gewerblichen Nutzungen sollen sich in den Erdgeschossbereichen der Hauptstraßen des Quartiers sowie an den beiden Stadtplätzen im Osten und Westen konzentrieren, wo auch Nahversorgungseinrichtungen geplant sind. Eine Verlängerung der Straßenbahnlinie 96 von Potsdam-Bornstedt nach Krampnitz soll das Quartier ab 2029 an das Potsdamer Straßenbahnnetz anschließen. Für den öffentlichen Raum sind breite Gehwege, ein Radwegenetz sowie Grünflächen vorgesehen. Krampnitz soll ein CO2-neutraler Stadtteil werden. Gemeinsam mit der Energie und Wasser Potsdam (EWP) hat der Entwicklungsträger Potsdam für das neue Stadtquartier ein eigenes Energiekonzept entwickelt.
Im Juni 2021 sind die Planungen für das neue Stadtquartier in Krampnitz von der Deutschen Gesellschaft für Nachhaltiges Bauen (DGNB) mit dem Nachhaltigkeitszertifikat für Quartiere ausgezeichnet worden.

## Sanierungsträger Potsdam GmbH
Der Sanierungsträger Potsdam wurde 1992 als „Sanierungsträger Potsdam Gesellschaft der behutsamen Stadterneuerung mbH“ gegründet. 2006 wurde die Gesellschaft in den Unternehmensverbund der ProPotsdam eingegliedert. Seit 2008 firmiert die Gesellschaft unter „Sanierungsträger Potsdam GmbH“. Die Gesellschaft hat im Laufe der Jahre unterschiedliche Gesellschafterkonstellationen bzw. Beteiligungs- und Kapitalverhältnisse durchlaufen. Zurzeit sind die ProPotsdam GmbH mit 90 Prozent und die Mittelbrandenburgische Sparkasse mit 10 Prozent an der Gesellschaft beteiligt.
Die Geschäftsführung der Sanierungsträger Potsdam GmbH wird gebildet durch Bert Nicke und Sigrun Rabbe.
Anlass zur Gründung des Unternehmens war der zu Wendezeiten erfolgte politische Beschluss der Potsdamer Stadtverordneten zur Sanierung des Holländischen Viertels und der sogenannten „Zweiten Barocken Stadterweiterung“, zwei im 18. Jahrhundert bebaute innerstädtische Wohn- und Gewerbeviertel, die aufgrund der zu DDR-Zeiten üblichen mangelnden Investition in Instandsetzung und Modernisierung der Gebäude stark vom Verfall betroffen waren. Gemäß des im Baugesetzbuch (BauGB) verankerten „Besonderen Städtebaurechts“ (§§ 157-191, BauGB) hatte die Stadt Potsdam sich entschieden, die Aufgabe der Vorbereitung und Durchführung der städtebaulichen Maßnahmen einem treuhänderischen Sanierungsträger zu übertragen.

## Luftschiffhafen Potsdam GmbH
Die Betreibergesellschaft Luftschiffhafen Potsdam GmbH wurde am 28. Mai 2008 als 100%ige Tochter der ProPotsdam GmbH gegründet. Gegenstand des Unternehmens ist die Bewirtschaftung und Entwicklung des Sportparks Luftschiffhafen im Auftrag der Landeshauptstadt Potsdam. Die ProPotsdam ist Eigentümerin eines Großteils der Flächen, die zu dem historisch als Werksgelände für den Bau von Luftschiffen angelegten Areal gehören.
Der Sportpark ist Zentrum des Leistungssports in Potsdam und Standort des Olympiastützpunkt Brandenburg. Die bauliche Neuordnung des Sportareals erfolgte auf Beschluss der Potsdamer Stadtverordneten ab dem Jahr 2009. Als Leitfaden für die Entwicklung des im Südwesten zwischen Zeppelinstraße und Havel gelegenen und 230 Quadratmeter umfassenden Areals diente der „Masterplan Luftschiffhafen“, der von Architekturprofessor Ludger Brands im Auftrag der ProPotsdam erarbeitet wurde.
Zu den zentralen Bau- und Sanierungsmaßnahmen gehörten der Bau der 2012 eröffneten MBS-Arena und das 2012 fertiggestellte „Haus der Vereine“, die Sanierung und bauliche Ergänzung der Mensa, der Sportschule Potsdam „Friedrich Ludwig Jahn“ sowie der Bau eines barrierefreien Wohnheims, das mit dem bereits zu DDR-Zeiten als Wohnheim dienenden „Haus der Athleten“ verbunden ist und durch besonders ausgestattete Zimmer auch Sportschülern mit Behinderung eine Unterkunft zur Verfügung stellt. Bauherr war jeweils die ProPotsdam.
Der Sportpark wurde zu einem Standort auch für Freizeitsport ausgebaut. Neben Leistungs- und Spitzensportlern nutzen auch viele Potsdamer Sportvereine wie der SC Potsdam, der OSC Potsdam, der 1. VfL Potsdam oder der 1. FFC Turbine Potsdam die Sportanlagen. Geschäftsführer der Luftschiffhafen Potsdam GmbH von 2009 bis 2020 war Andreas Klemund, ab 2013 zusammen mit Petra Runge. In diesen elf Jahren wurden 50 Millionen Euro in das Gelände investiert. Am 1. Juli 2020 wurde in Nachfolge von Andreas Klemund Dirk Wolfgramm als neuer Geschäftsführer bestellt. Seit dem 1. Januar 2024 führt Dirk Wolfgramm die Geschäfte der Luftschiffhafen Potsdam GmbH gemeinsam mit Sandra Jacob.
Im Rahmen der Weiterentwicklung des Sportparks hat im Oktober 2020 die Sanierung des 1927 erbauten Stadions Luftschiffhafen begonnen. Im Dezember 2022 hat die ProPotsdam den Grundstein für den Bau einer Dreifeld-Sporthalle am Luftschiffhafen gelegt.

## ProPotsdam Naturerlebnis GmbH
Im Jahr 2023 wurde die ProPotsdam Naturerlebnis GmbH gegründet. Das Tochterunternehmen der ProPotsdam ist aus der Biosphäre Potsdam hervorgegangen. Unter dem Dach der ProPotsdam Naturerlebnis werden der Volkspark Potsdam sowie die Biosphäre Potsdam betrieben. Geschäftsführer der ProPotsdam Naturerlebnis sind Nico Franzen und Volker Theobald.

### Volkspark Potsdam
Der Volkspark Potsdam wurde anlässlich der Bundesgartenschau, die 2001 in Potsdam stattfand, errichtet. In Ergänzung zu Potsdams historischen Parkanlagen war es Ziel, im Zuge Konversion der ehemaligen russischen Militärflächen eine neue Parkanlage zu schaffen. Im Zentrum des neuen Stadtteils Bornstedter Feld sollte der Park eng mit den neuen Wohnquartieren verzahnt sein und Impulse für eine zügige städtebauliche Entwicklung des Bornstedter Feldes auslösen. Nach einer Bauzeit von knapp drei Jahren öffnete die Parkanlage zur Eröffnung der Bundesgartenschau am 20. April 2001. Nach Abschluss der Bundesgartenschau beschloss die Potsdamer Stadtverordnetenversammlung eine Bewirtschaftung der Grünanlage.

### Biosphäre Potsdam
Die Biosphäre Potsdam, eine Tropenwelt mit Restaurant, Café sowie einer Veranstaltungsfläche von 720 m2 am Volkspark Potsdam auf dem Bornstedter Feld, wird seit 2023 von der ProPotsdam Naturerlebnis betrieben. Die Halle, die über 20.000 Tropenpflanzen und rund 140 Tierarten beherbergt, wurde im Rahmen der Bundesgartenschau 2001 errichtet und zunächst als Blumenhalle genutzt. 2002 erfolgten ein Umbau und die Wiedereröffnung als Biosphäre Potsdam. Im Auftrag der Stadt übernahm die ProPotsdam 2007 die Gesellschafteranteile.

## Soziale Stadt ProPotsdam gGmbH
Die Soziale Stadt ProPotsdam gGmbH ist als gemeinnützige Gesellschaft im Jahr 2019 als Teil des Unternehmensverbunds ProPotsdam gegründet worden. Über die gemeinnützige Gesellschaft hat die ProPotsdam ihre Tätigkeiten im Handlungsfeld Quartiersmanagement weiter ausgebaut. Hervorgegangen ist die Soziale Stadt ProPotsdam gGmbH aus dem Soziale Stadt Potsdam e. V., dessen Stadtteil- und Quartiersarbeit mit der Gründung der Gesellschaft in die Unternehmensstruktur der ProPotsdam überführt wurde. Der 2006 auf Initiative von Mitarbeitern und Führungskräften der ProPotsdam gegründete Soziale Stadt Potsdam e. V. war bereits zuvor ein von der ProPotsdam geförderter wichtiger Kooperationspartner des kommunalen Wohnungsunternehmens bei der Entwicklung der Wohnquartiere. Mit Wirkung vom 1. Januar 2019 ist der Geschäftsbetrieb des Vereins einschließlich seiner Mitarbeiter auf die Gesellschaft übergegangen. Der Verein Soziale Stadt Potsdam e. V. ist erloschen.
Folgende, vom Verein Soziale Stadt Potsdam übernommene Einrichtungen befinden sich in der Trägerschaft der Sozialen Stadt ProPotsdam gGmbH:
- das Friedrich-Reinsch-Haus im Stadtteil Am Schlaatz
- das Begegnungszentrum oskar. in Drewitz

Hauptaufgabe des Friedrich-Reinsch-Hauses ist die sozialraumorientierte Gemeinwesenarbeit. Durch Bereitstellung von Räumen und Ressourcen für nachbarschaftliche Projekte soll die Eigeninitiative der Menschen im Stadtteil Am Schlaatz gestärkt werden. Das Nachbarschafts- und Begegnungshaus soll als Anlaufpunkt für kulturelle und integrative Angebote, Bildung und Beratung allen Menschen im Stadtteil offenstehen. Das ehemalige „Haus der Generationen und Kulturen“ wurde 2012 zu Ehren seines früheren und 2011 verstorbenen Leiters in „Friedrich-Reinsch-Haus“ umbenannt.
Das Begegnungszentrum oskar. ist 2013 als Bestandteil der Stadtteilschule Drewitz eröffnet worden. Für das Drewitzer Projekt „Essbare Innenhöfe“, ein Kooperationsprojekt mit der Gewoba, wurde die Wendeschleife 2021 mit dem Potsdamer Klimapreis ausgezeichnet.
In Fortführung der Vereinsaktivitäten ist die Soziale Stadt gGmbH Auslober des Potsdamer Ehrenamtspreises, der seit 2007 in gemeinsamer Auslobung mit der ProPotsdam und der Landeshauptstadt Potsdam verliehen wird.